# Vítězslav Vávra
Vítězslav Vávra (16. května 1953 Praha – 1. července 2021) byl český zpěvák a bubeník.
Hudební kariéru začal počátkem 70. let 20. století v amatérské skupině Hills, v roce 1973 byl spoluzakladatelem skupiny Ges. Poté pokračoval ve skupině Faraon jako hráč na bicí. Roku 1974 se seznámil s Petrem Hannigem, který jej angažoval do své skupiny Maximum a právě Hannig Vávru objevil i jako zpěváka. Vítězslav zpíval v Maximu sólově, ale například i duety s Lenkou Kořínkovou.
V roce 1983 se osamostatnil a založil uskupení Monogram; vrchol popularity zažil právě v 80. letech 20. století, kdy nazpíval celou řadu tehdejších hitů. Byl často označován přídomkem „zpívající bubeník“, neboť zpíval při hře na bicí. Vydal celkem 4 klasické gramofonové LP desky a 4 CD.
V parlamentních volbách v roce 2010 kandidoval za stranu Suverenita – blok Jany Bobošíkové, strana zdravého rozumu.

## Osobní život
Byl třikrát ženatý. První manželkou byla Ilona. Jeho syn z prvního manželství, Filip Vávra, je bývalý neonacista a spisovatel sci-fi literatury. Vítězslavovou druhou manželkou byla zpěvačka Věra Špinarová. Ve třetím manželství se Světlanou se jim narodila dcera Viktorie.
Vítězslav Vávra podlehl nádoru na plicích; zemřel 1. července 2021. V posledních letech svého života měl značné zdravotní problémy, potýkal se s artrózou a byl téměř imobilní; silně pohubl, a upoután na lůžko, byl závislý na pomoci pečovatelů.

## Poslední rozloučení
Dne 9. července 2021 se ve strašnickém krematoriu v okruhu rodiny, přátel i kolegů konalo poslední rozloučení se zesnulým. Mezi desítkami zúčastněných nechyběl mj. Jaroslav Uhlíř, Petr Hannig, Karel Šíp, Pavel Skalický, Tomio Okamura a další.

## Největší hity
- Holky z gymplu
- Citronová holka
- Dívka z heřmánkové návsi
- Dívka Gloria
- Už dávno se mi líbíš
- Dívky z diskoték

Nazpíval také průvodní píseň k filmové komedii Jak svět přichází o básníky (1982), prvnímu dílu básnické hexalogie.

## Diskografie

### Singly
- 1979 Takový jsem já / Hříbě
- 1980 Tak už tu, lásko má, vítej / To se mi snad zdá
- 1980 Citrónová holka / Jsi tím známá
- 1980 Dívka Gloria / Já chci s tvými ústy spát – Vítězslav Vávra a Maximum P. Hanniga – Supraphon 1143 2335
- 1980 Start! Vrať se zas do mých snů / Lovec zvuku
- 1981 Město jako ponorka / Konec prázdnin – Maximum Vítězslav Vávra – Supraphon 1143 2536
- 1981 Už dávno se mi líbíš / Všechny holky
- 1982 Holky z gymplu / Jsem tvůj suvenýr
- 1982 Letní host / Frajer
- 1982 Dávno tě znám / Příliš něžná
- 1982 Správné holky hlaste se / Noc je tvá
- 1982 Opuštěná / Dneska mi říkej lásko – Maximum Vítězslav Vávra – Supraphon 1143 2594
- 1983 Pamětník / Tak přece zůstaň
- 1983 Dívky z diskoték / Dál se mi o tobě zdá
- 1983 Stěhovák / S tím jsem nepočítal
- 1983 Jak svět přichází o básníky / Já byl tenkrát její kluk
- 1984 Suverén / Prázdniny skončily
- 1985 Tobogán / Končí jízda veliká
- 1986 Co se to děje / Létání
- 1986 Být svůj / Obyčejní lidé
- 1987 Co s tím dál / Slzy
- 1989 Dívkám které míjejí / Někdo

### LP
- 1981 Vítězslav Vávra & Maximum Petra Hanniga – Supraphon 1113 2947 H
- 1983 Koncert bez plakátu – Supraphon, (podtitul Vítězslav Vávra a Maximum Petra Hanniga)
- 1984 Už jsem tvůj – Supraphon
- 1984 Babies, I'm Your Friend – Supraphon

### CD
- 1994 Konec prázdnin – The best of Vítězslav Vávra
- 1999 Dívkám z heřmánkových návsí – Maximum, CD
- 1999 Kluci z předměstí – Maximum CD: EAN 8594039880037, MC: EAN: 8594039880044, (podtitul Vítězslav Vávra a skupina Maximum Petra Hanniga)
- 2004 Holky z gymplu, Nej… – Supraphon EAN 0099925554828, CD
- 2009 Citronová holka – Monitor EMI EAN 5099945699320, CD (podtitul Zpívající bubeník znovu v akci)

### Kompilace
- 1979 Gong 6 – Panton 81130127, LP – strana B, 02. Neutíkej lásko ze záběru – Zuzana Stirská a Vítězslav Vávra,
- 2003 Naše hity 5 – Supraphon, CD – 15. Dívka Gloria
- 2006 Tv hity z tv seriálů a filmů – Universal Music EAN 602517127753, (2CD), cd2 – 16. Jak svět přichází o básníky
- 2007 Hity z českých filmů a pohádek 1+2 – Popron Music EAN 8590442049099, (2CD), cd2 – 13. Jak svět přichází o básníky
- 2007 Nejlepší výběr 80. let všech dob – Universal Music (2CD) cd1 – 09. Citronová holka
- 2008 Nej diskotéka všech dob – Universal Music EAN 602517939721, (2CD), cd1 – 07. Jak svět přichází o básníky/cd2 – 08. Citronová holka
- 2008 Hitparáda filmových melodií – Supraphon EAN 099925588120, CD – 17. Jak svět přichází o básníky